# Aquanura

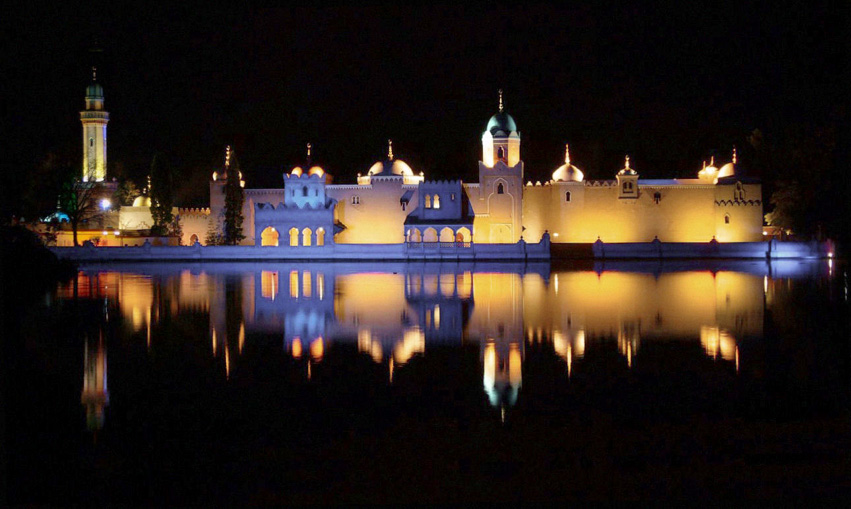
La fuente se encuentra en el estanque en el lado de la Fata Morgana

La Aquanura es el nombre de un sistema de fuentes en el parque temático Efteling en los Países Bajos. Su estreno tuvo lugar el 31 de mayo de 2012, con el 60 aniversario del parque, y se abrió al público el día siguiente. La fuente fue desarrollada por WET Design, Efteling y Tebodin Consultores e Ingenieros. La fuente es la más grande de Europa y la tercera más grande del mundo, después de La Fuente de Dubái y las fuentes de Bellagio, a pesar de que mejor podría ser comparado con una versión más pequeña del World of Color de Disney California Adventure, en Estados Unidos.
El espectáculo se inscribe en el ámbito del tema del «príncipe rana». Como tal, 4 grandes réplicas de la rana se colocaron en el estanque.
Aquanura tiene un total de 200 fuentes, subdivididas en 9 tipos, cada una con su propio alcance y efecto. 4 de ellas están diseñados a medida y construidas para este proyecto, así como los efectos de luz. 800 lámparas se colocaron en el estanque, y 29 postes de luz y de sonido se colocaron alrededor de la laguna, con cabezas móviles en la parte superior, todo ello en apoyo del programa de agua.